# Mesorregión de los Sertones Cearenses
La mesorregión de los Sertones Cearenses es una de las siete  mesorregiones del estado brasileño del Ceará. Es formada por la unión de treinta municipios agrupados en cuatro  microrregiones.

## Microrregiones
- Sertón de Cratéus
- Sertón de Inhamuns
- Sertón de Quixeramobim
- Sertón de Senador Pompeu

## Ciudades más grandes
- Crateús
- Quixadá
- Quixeramobim
- Tauá
- Boa Viagem

- Datos: Q1813838